# 関東郡代
関東郡代（かんとうぐんだい）は、徳川幕府が設置した役職。2度設置された。
1792年（寛政4年3月）より、1806年（文化3年）まで設置。部下は以降も馬喰町御用屋敷詰代官として勤務。
1864年（元治元年11月）より、1867年（慶応3年2月5日）まで設置。後、関東在方掛になる。
また、江戸時代を通して関東代官頭4家のうちの一家であった伊奈家が称した。

## 概要

### 関東代官頭
天正18年（1590年）に、伊奈忠次、長谷川長綱、彦坂元正、大久保長安の4名が代官頭（俗称）として命じられた。勘定奉行配下。

### 伊奈家の「関東代官」
関東代官頭伊奈家は、関八州の幕府直轄領約30万石を管轄する。行政・裁判・年貢徴収なども取り仕切り、警察権も統括していた。また将軍が鷹狩をするための鷹場の管理も行っている。
陣屋ははじめ武蔵国小室（現埼玉県北足立郡伊奈町）の小室陣屋。のち1629年（寛永6年）に同国赤山（現埼玉県川口市）の赤山城へと移された。さらに武蔵国小菅（現：東京都葛飾区小菅）にも陣屋があり、家臣の代官を配置していた。
徳川家康の関東入府の際に伊奈忠次を関東の代官頭に任じたことに始まり、その後12代200年間にわたって伊奈家が関東代官頭の地位を世襲した。1692年（元禄5年）飛騨高山藩領地が幕府領となった際には6代忠篤が飛騨郡代も一時的に兼務した。7代忠順は富士山の宝永大噴火の際に砂除川浚奉行に任じられた。
本来、関東代官頭は勘定奉行の支配下にあった。しかし、8代忠逵の代の享保年間には鷹場支配と公金貸付を中心とした「掛御用向」の地位に就き、1733年（享保18年）には勘定吟味役を兼任しており、関東代官頭は老中の直属支配下に入ることになった。
さらに12代忠尊の1785年（天明5年）には奥向御用兼帯となり、その2年後には小姓組番頭格となるなど、他の郡代・代官とは別格の地位を築いた。伊奈家の「関東郡代」自称もこうした特殊な地位が背景にあったと考えられている。しかしこの頃、伊奈家の当主の地位を巡るお家騒動が起き、讒言によって1792年（寛政4年）3月に忠尊は関東代官頭を罷免、改易されてしまった。

### 寛政-文化期の「関東郡代」
1792年（寛政4年）3月、伊奈家の改易によってその強大な権限は分割された。まず、地方支配は勘定所の管轄とされ、後任の関東代官となった大貫光豊と篠山景義は掛御用向の職務を担当したが、同月には勘定奉行・久世広民の兼任で関東郡代の職が設置された。関東郡代の下に先に関東代官に任命された2名に加えて3名が追加されて5人体制の関東郡代付代官となり郡代を補佐した。また、伊奈家から接収した馬喰町の代官屋敷を郡代屋敷と改めて掛御用向を扱う鷹野役所（鷹場支配）と関東郡代付貸付方役所（公金貸付）を屋敷内に併設した。屋敷には関東郡代付代官が詰めて地方支配と鷹野役所・関東郡代付貸付方役所の職務を行った。その後、1797年（寛政9年）に久世が転任すると、新しく勘定奉行となった中川忠英が関東郡代を兼ねた。ところが、1806年（文化3年）に中川が転任すると関東郡代は設置されず、同年の火災で郡代屋敷が焼失したこともあってそのまま廃止された。同年、郡代屋敷の跡地に馬喰町御用屋敷が設置され、元の関東郡代付代官は定員を3名に減らした上で馬喰町御用屋敷詰代官として従来と同様の職務を行っている。

### 幕末の「関東郡代」
関東郡代の廃止後、関八州見廻役や関東取締出役などを設置して対応しようとしたが、幕末期の不穏な社会情勢に対応するのには不十分であった。文久の改革以後、関東支配の立て直し策の議論が行われていたが、1864年（元治元年）の天狗党の乱によって関東地方の中心部が戦場となったことが幕府に衝撃を与えた。同年11月に関東郡代が再び設置された。関東郡代の定員は4名で関八州のうち2か国ずつを管轄・支配した。原則として現地の陣屋にて職務を行うため、以前のように勘定奉行との兼務は取られなかった。また、管轄する国に関しては幕府直轄領以外の旗本領や寺社領などに対しても訴訟や治安維持に関する権限を行使することが可能であり、更に新田開発や治水灌漑、酒造制限・生糸改印などの民政・経済政策に関する権限も強かった。関東郡代の下には組頭以下の属僚が設置され、更に8名いた関東代官は全て郡代付とされた。将来は関東代官を廃止して関東郡代による関東地方の広域・直接支配を意図していたとみられているが、設置当初から定員1名を欠き、その後も人事異動や将軍上洛の御供などによって4名全員が現地で職務にあたることはなかった。そのため1867年（慶応3年）1月26日、改めて関八州を二分し関東在方掛を設置、関東郡代であった木村勝教・河津祐邦を横滑りさせた。同年2月5日に関東郡代は正式に廃止された。

## 関東郡代の一覧

### 関東代官・伊奈家
1. 伊奈忠次（1590年 - 1610年）（関東代官頭）
2. 伊奈忠政（1610年 - 1618年）（関東代官頭）
3. 伊奈忠治（1618年 - 1653年）
4. 伊奈忠克（1653年 - 1665年）
5. 伊奈忠常（1666年 - 1680年）
6. 伊奈忠篤（1680年 - 1697年）（飛騨郡代兼務）
7. 伊奈忠順（1697年 - 1712年）
8. 伊奈忠逵（1712年 - 1750年）（勘定吟味役兼務）
9. 伊奈忠辰（1750年 - 1754年）
10. 伊奈忠宥（1754年 - 1769年）（勘定奉行兼務）
11. 伊奈忠敬（1769年 - 1778年）
12. 伊奈忠尊（1778年 - 1792年）

### 寛政-文化期
1. 久世広民（1792年 - 1797年）
2. 中川忠英（1797年 - 1820年）（この後廃止）

### 幕末期
1. 花房職補（1864年）（定員4名）
2. 松平正之（1864年 - 1865年）
3. 杉浦正尹（1864年 - 1865年）
4. 藪忠良（1865年）
5. 小出有常（1865年）
6. 木村勝教（1865年 - 1867年）
7. 根岸衛奮（1865年 - 1866年）
8. 井上清直（1866年）
9. 小栗政寧（1866年 - 1867年）
10. 河津祐邦（1866年 - 1867年）

## 郡代屋敷跡
江戸時代初期の関東郡代伊奈家の郡代屋敷の跡地は、現在東京拘置所になっている。柳原土手（現・柳原通り）に移転後の関東郡代屋敷跡地には中央区教育委員会による「郡代屋敷跡」の標識が建てられている(東京都中央区日本橋馬喰町2丁目7−2、東日本橋交番横)。1806年に焼失後馬喰町御用屋敷となった以降も郡代屋敷と通称された。郡代屋敷の周辺には地方から出頭する者のための宿泊所（御用宿、公事宿）が多数でき、郡代廃止後の幕末明治にかけては浜町蠣殻町、芝神明境内などと並ぶ売春窟としても知られたが、警察により大正5年（1916年）に一掃された。

## その他
かつては、伊奈家によって世襲された関八州の幕府直轄領の民治を司る地方官であると考えられていたが、近年の研究によって、伊奈家が実際に任命されていたのは「代官頭(関東代官頭)」であり、江戸幕府における関東郡代の職制は伊奈家改易後に対応して設置されたものであること、伊奈家の「関東郡代」は実際には3代伊奈忠治以後の伊奈宗家当主が私称していたものに過ぎず、伊奈宗家断絶後の再建運動の過程であたかも伊奈家断絶以前から関東郡代の職制が存在したかのように創作された可能性が高いとする見方が有力視されている。